# Андрианов, Владимир Леонидович
Андрианов Владимир Леонидович (16 апреля 1929, Таганрог — 13 ноября 2013, Санкт-Петербург) — советский и российский детский хирург, доктор медицинских наук, профессор, главный детский ортопед РСФСР, отец российской остеопатии.

## Биография
Профессор Владимир Леонидович Андрианов родился 16 апреля 1929 года в Таганроге Ростовской области.
Хирург, педагог, доктор медицинских наук (1971 г.), профессор (1976 г.), капитан медицинской службы (1960 г.). Русский.
В 1953 г. окончил 2-й Московский медицинский институт им. Н. И. Пирогова, в 1955 г. - клиническую ординатуру на курсах специализации и усовершенствования Главного управления Министерства здравоохранения СССР.
В 1955 г. назначен заместителем начальника курсов специализации и усовершенствования Главного управления Министерства здравоохранения СССР; с 1956 г. -врач-хирург; в 1958-1964 гг. — заведующий ортопедическим отделением Московской детской городской клинической больницы им. А. Н. Филатова; в 1964—1970 гг. - младший, а затем старший научный сотрудник Центрального института травматологии и ортопедии им. Н. И. Пирогова; в 1964 — 1976 гг. — заведующий кафедрой ортопедии и реабилитации Центрального института усовершенствования врачей; в 1976— 1978 гг. - заместитель директора по научной части Иркутского института травматологии и ортопедии; с 1979 г. - директор Ленинградского научно-исследовательского детского ортопедического института им. Г. И. Турнера. В 1986 г. - основатель и заведующий первой и единственной в России кафедры детской травматологии и ортопедии ЛенГИДУВа.
Член Правления Всесоюзного общества травматологов-ортопедов, главный детский ортопед РСФСР, действительный член Международного общества клинической ортопедии и травматологии.
Член редакционного совета журнала «Ортопедия, травматология и протезирование». Автор 338 научных работ, в том числе монографий «Врожденные деформации верхних конечностей» (1972 г.), «Опухоли и опухолеподобные диспластические процессы в позвоночнике у детей» (1977 г.), «Заболевания и повреждения позвоночника у детей и подростков» (1985 г.), «Диспластический коксартроз (хирургическая профилактика и лечение)» (1986 г.), «Организация ортопедической и травматологической помощи детям» (1988 г.), и 62 изобретений. Биография А. включена в книгу «50 выдающихся ученых последней четверти XX в.» (США, 1994 г.).